# Happy End (comédie musicale)
Pour les articles homonymes, voir Happy end (homonymie).
Happy End est une comédie musicale en trois actes de Kurt Weill, Elisabeth Hauptmann et Bertolt Brecht dont la première s'est déroulée à Berlin au Theater am Schiffbauerdamm le 2 septembre 1929. La production est clôturée après sept représentations. En 1977, Happy End est créée à Broadway, où elle est jouée pendant 75 représentations.

## Histoire de production
Après le succès de la précédente collaboration de Weill et Brecht, L'Opéra de quat'sous, les deux hommes imaginent cette comédie musicale, écrite par Hauptmann sous le pseudonyme de Dorothy Lane. Les sources de Hauptmann comprennent, entre autres, Major Barbara. La première a lieu à Berlin le 2 septembre 1929. L'histoire rappelle, mais pas la source, de la comédie musicale plus connue Guys and Dolls, basée sur la nouvelle de Damon Runyon, The Idyll of Miss Sarah Brown. Brecht a essayé de s'attribuer le mérite de l'ensemble du travail, mais Hauptmann s'est assuré que la vérité soit connue. La production originale n'a pas été bien accueillie. Il y a eu des rapports selon lesquels Helene Weigel (la femme de Brecht) a lu un pamphlet communiste sur scène, et la production a été éreintée par la presse allemande et s'est arrêtée deux jours plus tard. Néanmoins, la comédie musicale est ensuite produite en Europe, premièrement à Munich en 1956. Les productions successives incluent Hambourg en 1957, Londres en 1965 au Royal Court Theatre, au Yale Repertory Theatre aux États-Unis en 1972, Oxford, le Lyric Theatre du West End en 1975 et Francfort en 1983. Une version cinématographique allemande de la pièce sort en 1977.

## Numéros musicaux
Prologue – La troupe
Acte I
Bill's Beer Hall, 22 décembre
- The Bilbao Song – The Governor, Baby Face, Bill & The Gang
- Lieutenants of the Lord – Lillian, l'armée & The Fold
- March Ahead – L'armée & The Fold
- The Sailors' Tango – Lillian

Acte II
The Salvation Army Mission, Canal Street, and the Beer Hall, 23 décembre
- The Sailors' Tango' (Reprise) – Lillian
- Brother, Give Yourself a Shove – L'armée & The Fold
- Song of the Big Shot – Le gouverneur
- Don't Be Afraid – Jane, The Army & The Fold
- In Our Childhood's Bright Endeavor – Hannibal
- The Liquor Dealer's Dream – Hannibal, le gouverneur, Jane, l'armée & The Fold

Acte III
Scène 1: The Beer Hall, 24 décembre
- The Mandalay Song – Sam & The Gang
- Surabaya Johnny – Lillian
- Song of the Big Shot (Reprise) – Bill
- Ballad of the Lily of Hell – The Fly

Scène 2: The Mission, plus tard dans la nuit
- Song of the Big Shot (Reprise) – The gouverneur & Bill
- In Our Childhood's Bright Endeavor (Reprise) – Hannibal & The Fly
- Epilogue: Hosanna Rockefeller – La troupe
- The Bilbao Song (Reprise) – La troupe

## Récompenses et nominations

### Production originale de Broadway
| Année | Cérémonie        | Catégorie                        | Nomination                   | Résultat   |
| ----- | ---------------- | -------------------------------- | ---------------------------- | ---------- |
| 1977  | Tony Award       | Best Musical                     | Best Musical                 | Nomination |
| 1977  | Tony Award       | Best Book of a Musical           | Elisabeth Hauptmann          | Nomination |
| 1977  | Tony Award       | Best Original Score              | Kurt Weill et Bertolt Brecht | Nomination |
| 1977  | Drama Desk Award | Outstanding Musical              | Outstanding Musical          | Nomination |
| 1977  | Drama Desk Award | Outstanding Actress in a Musical | Meryl Streep                 | Nomination |